# 韦特峰
46°38′19.5″N 8°6′55.9″E / 46.638750°N 8.115528°E

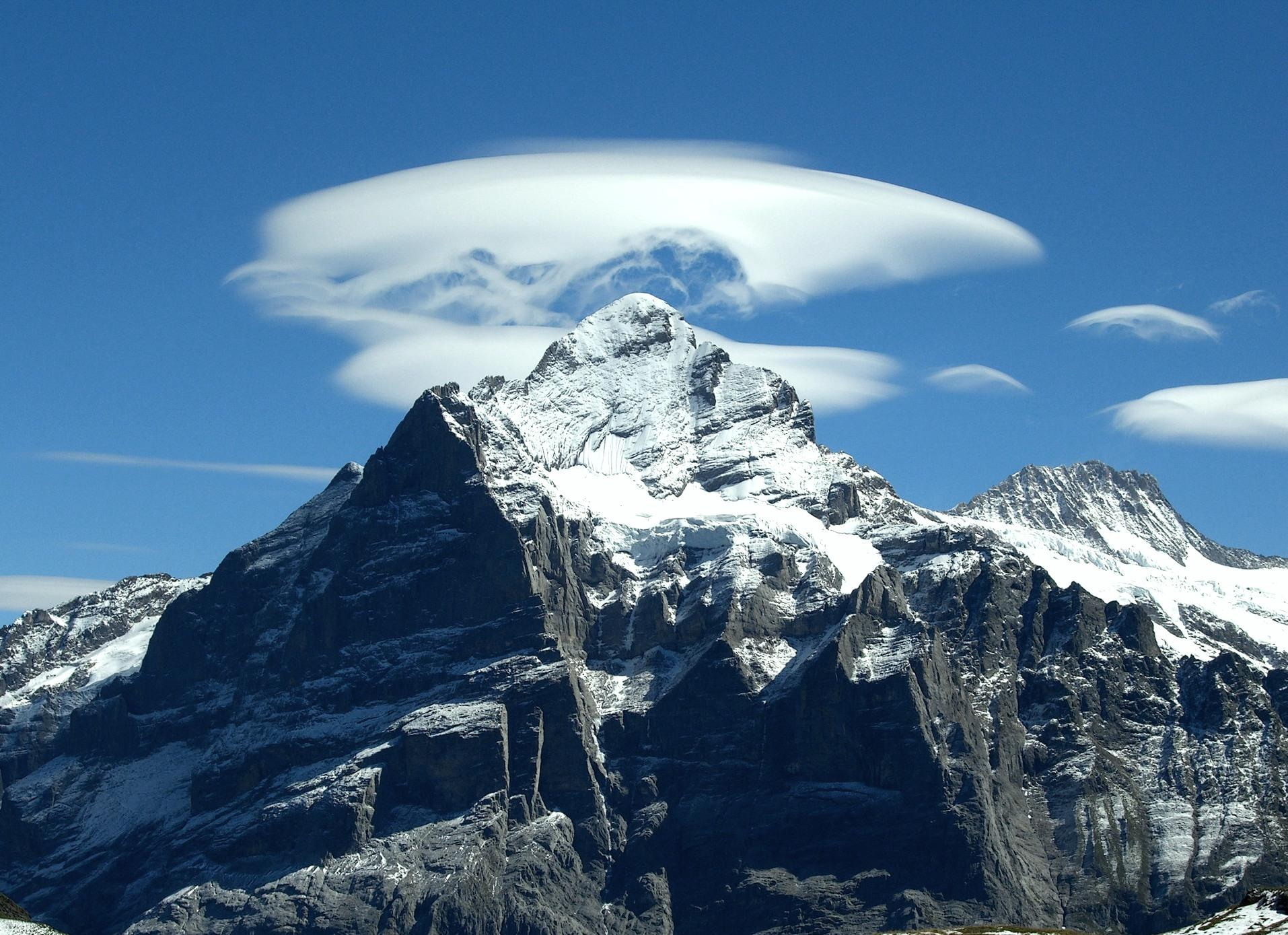

韋特峰（德語：Wetterhorn）是瑞士的山峰，位於該國西部，由伯恩州負責管轄，屬於伯尔尼山的一部分，海拔高度3,692米，人類在1844年8月31日首次登上該山峰。